# Capulín Naranjo
Capulín Naranjo är en ort i Mexiko.   Den ligger i kommunen Mazatlán Villa de Flores och delstaten Oaxaca, i den sydöstra delen av landet, 270 km sydost om huvudstaden Mexico City. Capulín Naranjo ligger 1 889 meter över havet och antalet invånare är 258.
Terrängen runt Capulín Naranjo är huvudsakligen bergig, men åt nordost är den kuperad. Runt Capulín Naranjo är det ganska tätbefolkat, med 78 invånare per kvadratkilometer. Närmaste större samhälle är Huautla de Jiménez, 13,6 km nordost om Capulín Naranjo. Omgivningarna runt Capulín Naranjo är en mosaik av jordbruksmark och naturlig växtlighet.